# Alegría-Dulantzi
Alegría-Dulantzia (Alegría in castigliano e Dulantzi in basco) è un comune spagnolo situato nella comunità autonoma dei Paesi Baschi.